# میکیئو داته
میکیئو داته (انگلیسی: Mikio Date؛ زادهٔ ۵ سپتامبر ۱۹۷۴) بازیگر اهل ژاپن است.